# McIntosh (Alabama)
McIntosh é uma cidade  localizada no estado americano do Alabama, no Condado de Washington.

## Demografia
Segundo o censo americano de 2000, a sua população era de 244 habitantes.
Em 2006, foi estimada uma população de 238, um decréscimo de 6 (-2.5%).

## Geografia
De acordo com o United States Census Bureau, a localidade tem uma área de 2,6 km², sem área coberta por água. McIntosh localiza-se a aproximadamente 5 m acima do nível do mar.

## Localidades na vizinhança
O diagrama seguinte representa as localidades num raio de 48 km ao redor de McIntosh.